# Mannix
Mannix es una serie de televisión estadounidense, protagonizada por Mike Connors, que se emitió entre 1967 y 1975.

## Mannix
Esta serie cambió el paradigma del clásico detective privado. Joe Mannix se caracterizaba por tener una gran resistencia física más que un agudo poder de deducción. El escenario de sus investigaciones era el desértico ambiente californiano, por el que transitaba sin ningún complejo, y hasta incluso se atrevía a afeitarse mientras conducía su auto rumbo a otro nuevo caso. Y es que Bruce Geller, creador de la serie, se había propuesto incorporar a la figura del guapo investigador toda la tecnología y electricidad propia de mediados de los años 60. Tampoco se descuidó el lado social; la fiel asistente del investigador no fue la típica rubia inútil o la pelirroja insulsa: Peggy era una señora afroamericana, siendo la primera serie "blanca" norteamericana que consagra en el rol de partenaire a una dama de raza negra. Mannix le pondrá, por supuesto, el pecho a las balas. Durante el transcurso de la serie es herido de bala (más de una docena de veces). Siempre que Mannix se metía en uno de sus descapotables se podía esperar que le disparasen desde otro automóvil, o que tuviera una persecución o que encontrara su vehículo saboteado. Al hacer el piloto de televisión My Name is Mannix, Connors se dislocó el hombro en la grabación de una escena de persecución.
Mannix vivía en Paseo Verdes n.º 17, al oeste de Los Ángeles. Tras el servicio militar en la guerra de Corea, Mannix asistió a la Universidad, se graduó en 1955 y obtuvo su licencia de investigador privado en 1956. En la primera temporada él utilizaba una pistola Walther PPK y un revólver Colt calibre 38.
Párrafo aparte merece la música de la serie, tan adictiva como su multicolor presentación. La misma fue inteligentemente requerida a un genio de la época, Lalo Schifrin, creador, nada menos que de otro enorme clásico de las bandas sonoras, Misión: Imposible.

## Argumento
Joe Mannix (Mike Connors) era un solitario detective privado, amante de los autos deportivos. La acción transcurría en Los Ángeles
La serie fue una creación de Bruce Geller y debutó en la cadena televisiva CBS el 7 de septiembre de 1967 con el capítulo: "My Name is Mannix". Mike Connors fue nominado en cuatro oportunidades a los premios Golden Globe Award, ganando uno de los cuatro, Gail Fisher fue nominada a cuatro premios Emmy, ganando una vez, y en tres Golden Globe Award, ganando dos veces. La música fue compuesta por Lalo Schifrin.
Después de 8 temporadas la serie terminó el 27 de agosto de 1975.

## Elenco
| Actor             | Rol                              |
| ----------------- | -------------------------------- |
| Mike Connors      | Joe Mannix                       |
| Joseph Campanella | Lew Wickersham: jefe de Mannix   |
| Gail Fisher       | Peggy Fair: secretaria de Mannix |
| Robert Reed       | teniente. Adam Tobias            |
| Ward Wood         | teniente. Art Malcolm            |
| Larry Linville    | teniente George Kramer           |